# Montry
Montry is een gemeente in het Franse departement Seine-et-Marne (regio Île-de-France) en telt 3066 inwoners (1999). De plaats maakt deel uit van het arrondissement Meaux.

## Geografie
De oppervlakte van Montry bedraagt 2,9 km², de bevolkingsdichtheid is 1057,2 inwoners per km².

## Verkeer en vervoer
In de gemeente ligt spoorwegstation Montry - Condé.
De onderstaande kaart toont de ligging van Montry met de belangrijkste infrastructuur en aangrenzende gemeenten.

## Demografie
Onderstaande figuur toont het verloop van het inwonertal (bron: INSEE-tellingen).